# Mees Kaandorp
Mees Kaandorp (Heiloo, 8 juni 1998) is een Nederlands voetballer die doorgaans als rechtsbuiten speelt. Hij verruilde in 2023 De Graafschap voor Telstar.

## Carrière
Kaandorp speelde in de jeugd van HSV en AZ. In het seizoen 2016/17 zat hij twee wedstrijden op de bank bij Jong AZ, wat kampioen werd in de Tweede divisie. In het seizoen 2017/18 debuteerde hij voor Jong AZ in de Eerste divisie, in een met 1-2 gewonnen uitwedstrijd tegen Jong PSV op 6 oktober 2017. Hij kwam in de 72e minuut in het veld voor Matthijs Hardijk. Kaandorp speelde 43 wedstrijden voor Jong AZ.

### Almere City
Na twee seizoenen bij Jong AZ maakte Kaandorp in 2019 transfervrij de overstap naar competitiegenoot Almere City. Hij debuteerde op 16 augustus tegen Jong PSV (3-2). In de slotminuten kwam hij in de ploeg voor Torino Hunte. Kaandorp bleef twee seizoenen in Almere, waarbij hij meer dan 50 wedstrijden speelde en vijf keer scoorde.

### De Graafschap
In 2021 verhuisde hij naar De Graafschap. Hij debuteerde in de openingsronde van het seizoen tegen Roda JC Kerkrade (0-3). Hij viel vijf minuten voor tijd in voor Danny Verbeek. Na twee seizoenen en meer dan 50 wedstrijden verkaste hij naar Telstar.

### Telstar
Medio 2023 ging Kaandorp naar Telstar. In de eerste speelronde van het seizoen 2023/24 debuteerde hij tegen Jong PSV (0-1). Hij verving in de 57e minuut Tom Overtoom. Op 22 september maakte hij zijn eerste doelpunt, tegen ADO Den Haag (1-1). In het seizoen 2024/25 scoorde hij drie keer in de reguliere competitie, waarna hij een hoofdrol op zich nam in de play-offs om promotie. Kaandorp gaf in de finale van de play-offs, tegen Willem II, een assist en scoorde zelf twee keer, waardoor de return met 3-1 werd gewonnen en Telstar promoveerde naar de Eredivisie.

## Clubstatistieken
| Seizoen                   | Club                | Land           | Competitie         | Competitie | Competitie | Beker | Beker | Overig | Overig | Totaal | Totaal |
| Seizoen                   | Club                | Land           | Competitie         | Wed.       | Dlp.       | Wed.  | Dlp.  | Wed.   | Dlp.   | Wed.   | Dlp.   |
| ------------------------- | ------------------- | -------------- | ------------------ | ---------- | ---------- | ----- | ----- | ------ | ------ | ------ | ------ |
| 2016/17                   | Jong AZ             | Nederland      | Tweede divisie     | 0          | 0          | –     | –     | –      | –      | 0      | 0      |
| 2017/18                   | Jong AZ             | Nederland      | Eerste divisie     | 23         | 3          | –     | –     | –      | –      | 23     | 3      |
| 2018/19                   | Jong AZ             | Nederland      | Eerste divisie     | 20         | 1          | –     | –     | –      | –      | 20     | 1      |
| 2019/20                   | Jong Almere City FC | Nederland      | Derde divisie zat. | 2          | 1          | –     | –     | –      | –      | 2      | 1      |
| 2019/20                   | Almere City FC      | Nederland      | Eerste divisie     | 25         | 3          | 1     | 0     | –      | –      | 26     | 3      |
| 2020/21                   | Almere City FC      | Nederland      | Eerste divisie     | 29         | 2          | 1     | 0     | 1      | 0      | 31     | 2      |
| 2021/22                   | De Graafschap       | Nederland      | Eerste divisie     | 22         | 2          | 0     | 0     | 2      | 1      | 24     | 3      |
| 2022/23                   | De Graafschap       | Nederland      | Eerste divisie     | 25         | 3          | 2     | 0     | 0      | 0      | 27     | 3      |
| 2023/24                   | Telstar             | Nederland      | Eerste divisie     | 18         | 3          | 0     | 0     | 0      | 0      | 18     | 3      |
| 2024/25                   | Telstar             | Nederland      | Eerste divisie     | 29         | 3          | 1     | 0     | 6      | 2      | 36     | 5      |
| Carrièretotaal            | Carrièretotaal      | Carrièretotaal | Carrièretotaal     | 193        | 21         | 5     | 0     | 9      | 3      | 207    | 24     |
| Bijgewerkt op 1 juni 2025 |                     |                |                    |            |            |       |       |        |        |        |        |